# Святилище Асакуса
Святилище Асакуса (яп. 浅草神社) — шінтоїстське святилище в Токіо, в районі Тайто, місцевості Асакуса. Розташований на території буддистського монастиря Сенсо. Вшановує трійцю засновників монастиря.

## Історія

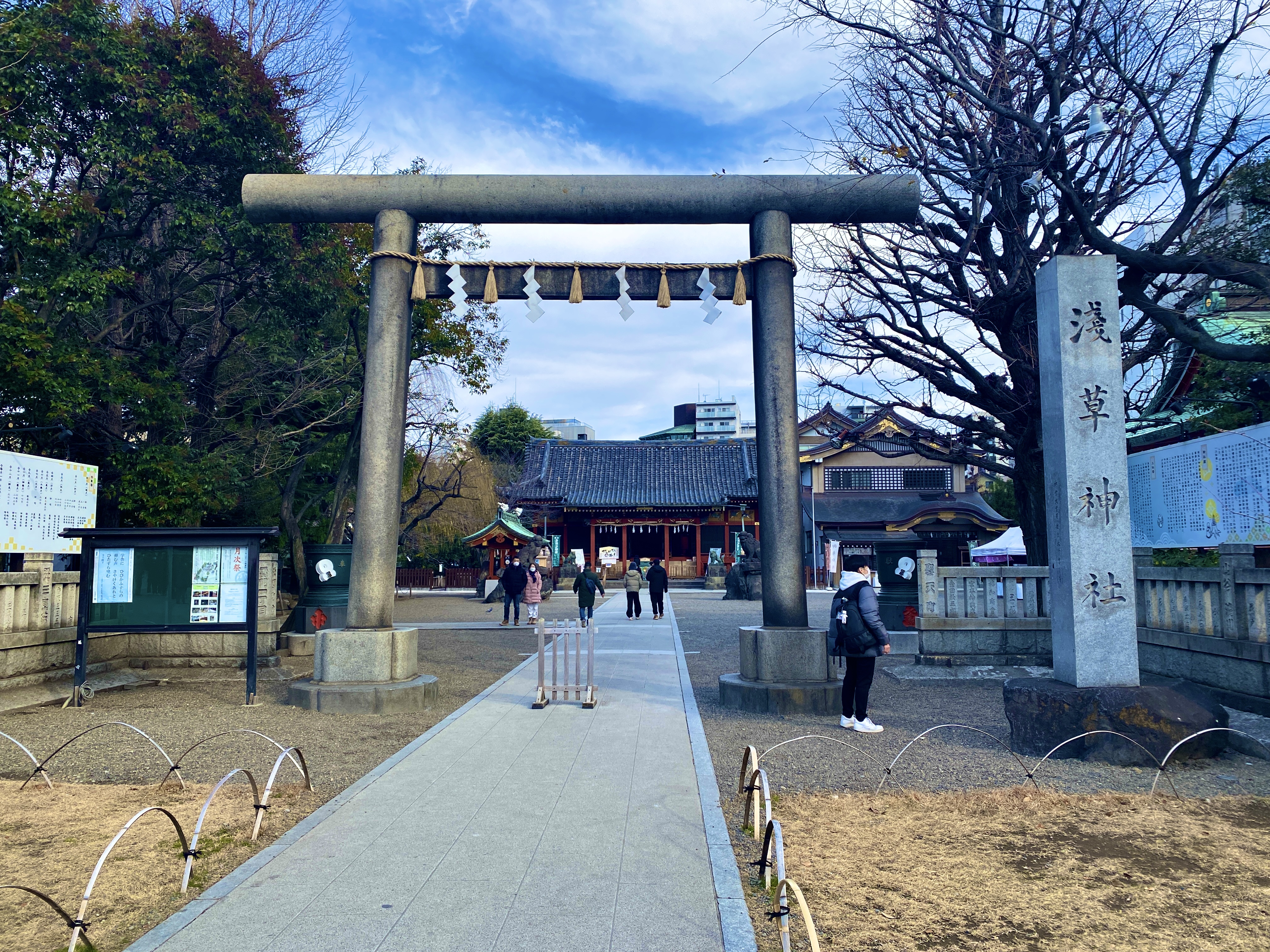
Торії веде до храму Асакуса

Приклад архітектурного стилю гонген-дзукурі, заснований Иемацу Токугавою і побудований в 1649 році в період Едо. Храм був присвячений трьом чоловікам, побудувавшим і заснувавшим Сенсо-дзі. Легенда говорить про двох братів рибалок, Хінокуме Хаманарі і Хинокуме Такенарі, які знайшли в рибальських тенетах статуетку бодхісатви Каннон в річці Суміда 17 травня 628 року.
Третій чоловік, багатий землевласник на ім'я Хадзі но Накатомо, почувши про знахідку вирішив зблизитися з братами, до яких він відправив палку проповідь про Будду. Брати були дуже вражені нею і згодом звернулися в Буддизм. Статуя Каннон була поміщена землевласником в маленький храм, а брати, у свою чергу, присвятили своє життя проповідуванню шляху Буддизму. Цей храм нині відомий як Сенсо-дзі. Храм Асакуса був побудований для поклоніння цим чоловікам як божествам. Храм і землі навколо нього, століттями використовуються для проведення синтоїстських і буддистських фестивалів. Найважливішим і відомим з них є Сандзя-мацури, проводиться в кінці травня.
На відміну від інших споруд в районі Сенсо-дзі, храм (разом з Нітеммон) пережив бомбардування Токіо в 1945 році. Через свою багату історію, був включений Японським урядом до переліку Найважливіших культурних надбань Японії в 1951 році.